# شهرستان سووپتسا
شهرستان سووپتسا (به لهستانی: Powiat Słupca) یک شهرستان در لهستان است که در استان لهستان بزرگ‌تر واقع شده‌است. شهرستان سووپتسا ۸۳۷٫۹۱ کیلومتر مربع مساحت و ۵۸٬۷۲۵ نفر جمعیت دارد.